# Anatoliy Akimov
Pour les articles homonymes, voir Akimov.
Anatoliy Ivanovich Akimov (en russe : Анатолий Иванович Акимов, né le 15 novembre 1947 à Moscou, mort le 28 juin 2002 dans la même ville) est un joueur de water-polo soviétique, champion olympique en 1972.
- CIO
- Olympedia
- World Aquatics